# Copacabana (At the Copa)
Pour les articles homonymes, voir Copacabana (homonymie) et Copa.
Singles de Barry Manilow
Even Now
(1978) Ready to Take a Chance Again (en)
(1978)
Clip vidéo
[vidéo] « Barry Manilow - Copacabana (At the Copa) (Remix) », sur YouTube
Copacabana ou Copacabana (At the Copa) est une chanson d'amour américaine de samba brésilienne-disco, de Barry Manilow, composée par ce dernier sur des paroles de Jack Feldman (songwriter) (en), Barry Manilow et Bruce Sussman (en). Il l'enregistre en single en 1978, extrait de son Even Now (Barry Manilow album) (en),, un de ses plus importants succès internationaux.

## Histoire et composition
Ce tube tropical aurait été inspiré par un séjour de Barry Manilow et Bruce Sussman (en) au Copacabana Palace de la plage de Copacabana, de Rio de Janeiro au Brésil, avec des paroles sur le thème de l'histoire d'amour enflammée et tragique de Lola Lamar (showgirl du night-club Copacabana de Manhattan à New York) et de Tony Starr (auteur-compositeur et barman du night-club, assassiné par Rico, gangster amoureux de Lola, qui l’entraîne avec lui au night-club Copacabana de La Havane à Cuba, le coin le plus chaud du nord de La Havane). 

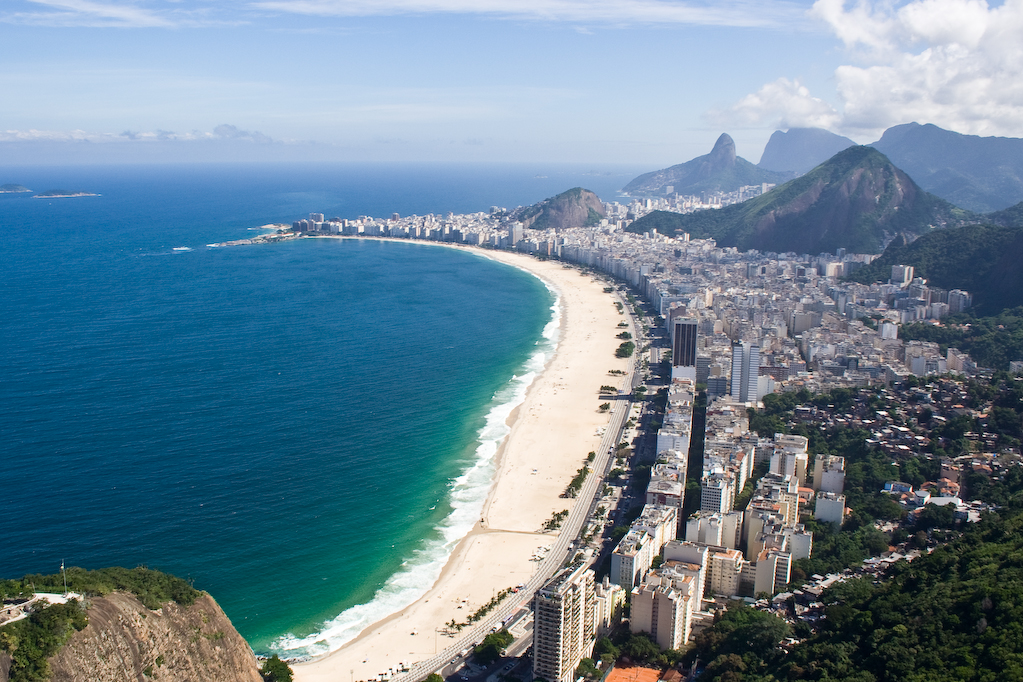
Plage de Copacabana, de Rio de Janeiro au Brésil
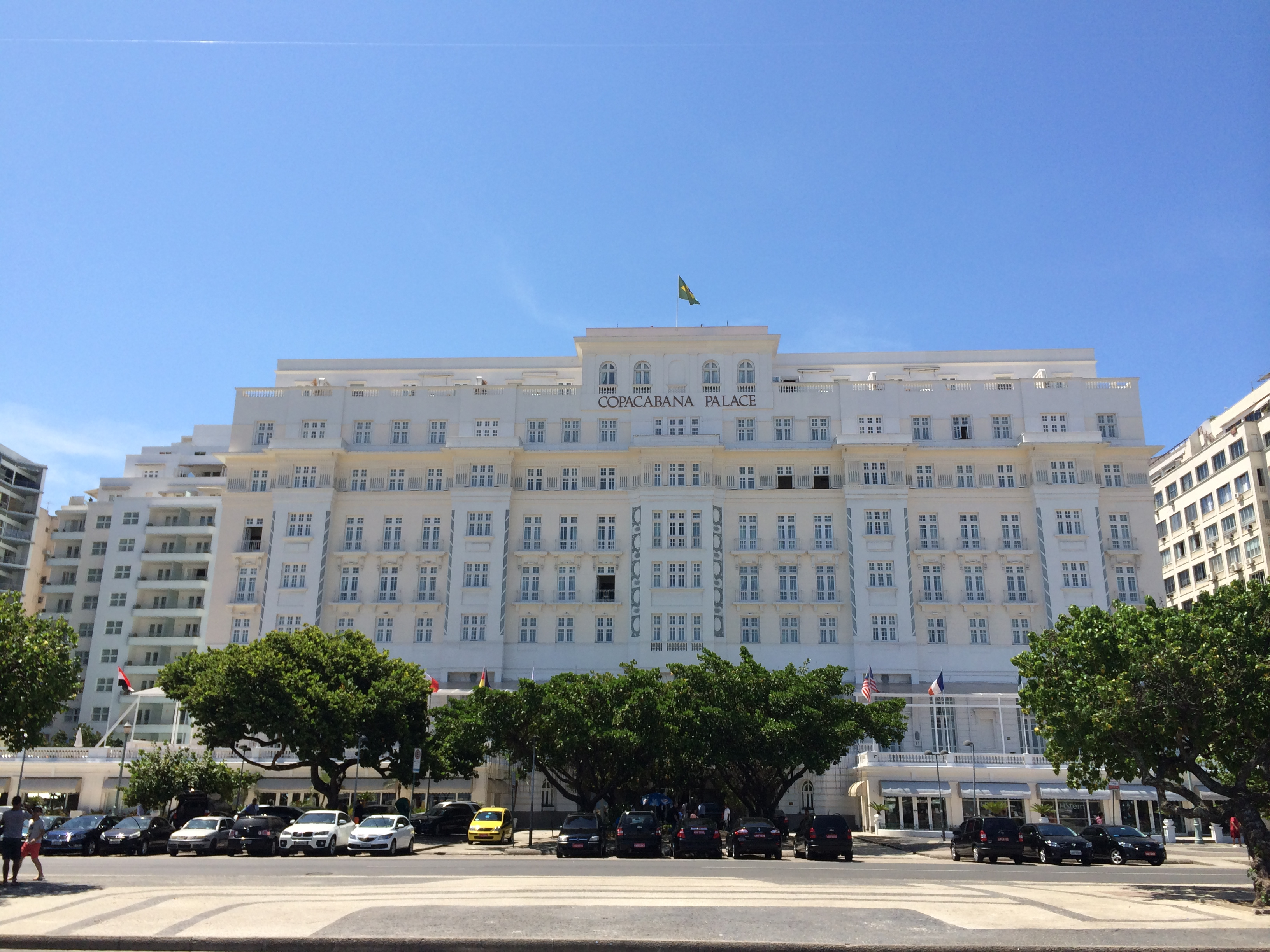
Copacabana Palace de Copacabana
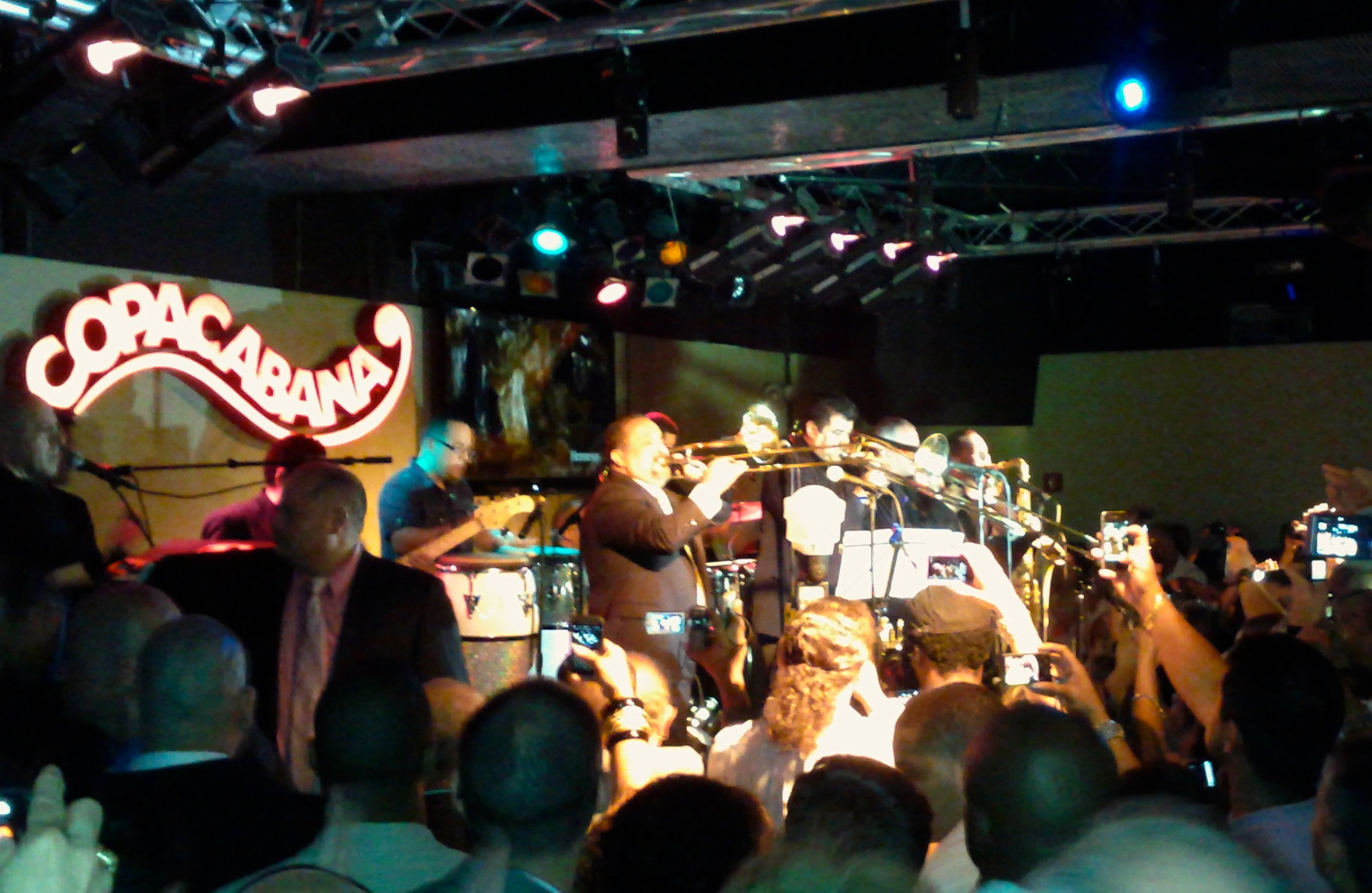
Copacabana (boîte de nuit) de Manhattan à New York.

Ce tube international est classé no 8 aux Pop Songs du Billboard pour le succès de sa diffusion sur de nombreuses radios américaines de l'époque, et vendu à plus de 500 000 exemplaires aux États-Unis, avec un disque d'or. Manilow reçoit pour ce titre un Grammy Award du meilleur chanteur pop ou de variété en 1978. 
En France, le single se vend à plus de 250 000 exemplaires.
La musique est reprise entre autres pour la musique du film Drôle d'embrouille, de 1978, et comme scénario d'inspiration du téléfilm Copacabana (en), avec Barry Manilow dans le rôle de Tony.

## Reprises et adaptations
Ce tube international est réenregistré en de nombreuses versions durant sa carrière par Barry Manilow, et repris ou adapté par de nombreux interprètes (en anglais sauf mentions contraires) dont  :
- Shirley Bassey
- Peter Belli (en) (en danois : Istedgade)
- Peter Breiner (en) (instrumental)
- Rex Gildo (en allemand : An Der Copacabana)
- Amanda Lear (en français : Copacabana (At the Copa))
- Barry Manilow (en espagnol : Copacabana (En el Copa))
- Liza Minnelli
- Kylie Minogue
- Line Renaud (en français : Copacabana (At the Copa)[8])
- Santa Esmeralda
- Sly and Robbie
- Fernando Villalona

## Récompenses
- 1978 : Disque d'or
- 1978 : Grammy Award du meilleur chanteur pop ou de variété.

## Cinéma, télévision, musique de film
- 1978 : Drôle d'embrouille, de Colin Higgins
- 1985 : Copacabana (en), avec Barry Manilow
- 1993 : La Disparue, de George Sluizer
- 2008 : Madagascar 2, d'Eric Darnell

2018 : Tom Clancy's Jack Ryan S1 Épisode 6, de Carlton Cuse